# Zagreb Open
Lo Zagreb Open è un torneo professionistico di tennis giocato su terra rossa che fa parte dell'ATP Challenger Tour e dell'ITF Women's Circuit. Si gioca annualmente a Zagabria in Croazia dal 1996. Le prime edizioni dal 1996 al 2011 si sono disputate allo Športski Park Mladost. Dal 2012 al 2020 il torneo non si è tenuto. È stato reinserito nel circuito nel 2021, sempre su campi in terra rossa, ma al Maksimir tennis centre di Zagabria.

## Albo d'oro

### Singolare maschile
| Anno       | Campione            | Finalista             | Punteggio        |
| ---------- | ------------------- | --------------------- | ---------------- |
| 2025       | Dino Prižmić        | Luca Van Assche       | 6–2, 0–0 rit.    |
| 2024       | Damir Džumhur       | Luka Mikrut           | 7–5, 6–0         |
| 2023       | Non disputato       | Non disputato         | Non disputato    |
| 2022       | Filip Misolic       | Mili Poljičak         | 6–3, 7–6(6)      |
| 2021       | Sebastián Báez      | Juan Pablo Varillas   | 3–6, 6–3, 6–1    |
| 2020- 2012 | Non disputato       | Non disputato         | Non disputato    |
| 2011       | Diego Junqueira     | João Souza            | 6–3, 6–4         |
| 2010       | Jurij Ščukin        | Santiago Ventura      | 6–3, 7–5         |
| 2009       | Marcos Daniel       | Olivier Rochus        | 6–3, 6–4         |
| 2008       | Christophe Rochus   | Carlos Berlocq        | 6–3, 6–4         |
| 2007       | Janko Tipsarević    | Júlio Silva           | 3–6, 6–3, 6–3    |
| 2006       | Daniel Elsner       | Victor Crivoi         | 6–3, 7–6(3)      |
| 2005       | Ivan Ljubičić       | Jan Minář             | 6–4, 6–2         |
| 2004       | Adrián García       | Rubén Ramírez Hidalgo | 6–3, 7–5         |
| 2003       | Kristof Vliegen     | Rubén Ramírez Hidalgo | 6–1, 4–6, 6–0    |
| 2002       | Luis Horna          | Dominik Hrbatý        | 6–2, 6–1         |
| 2001       | Jacobo Díaz         | Albert Montañés       | 7–6(5), 3–6, 6–2 |
| 2000       | Gastón Etlis        | Agustín Calleri       | 6–3, 7–5         |
| 1999       | Andrea Gaudenzi     | Julien Boutter        | 6–1, 6–4         |
| 1998       | Jiří Novák          | Mariano Puerta        | 7–5, 6–1         |
| 1997       | Alberto Berasategui | Ivan Ljubičić         | 6–1, 6–2         |
| 1996       | Sargis Sargsian     | Marcos Górriz         | 6–4, 6–4         |

### Doppio maschile
| Anno       | Campioni                                      | Finalisti                                    | Punteggio           |
| ---------- | --------------------------------------------- | -------------------------------------------- | ------------------- |
| 2025       | Matej Dodig Nino Serdarušić                   | Luka Mikrut Mili Poljičak                    | 6–4, 6–4            |
| 2024       | Jonathan Eysseric Quentin Halys               | Alexandru Jecan Henrique Rocha               | 6–4, 6–4            |
| 2023       | Non disputato                                 | Non disputato                                | Non disputato       |
| 2022       | Adam Pavlásek Igor Zelenay                    | Domagoj Biljesko Andrey Chepelev             | 4–6, 6–3, [10–2]    |
| 2021       | Evan King Hunter Reese                        | Andrej Golubev Oleksandr Nedovjesov          | 6–2, 7–6(4)         |
| 2020- 2012 | Non disputato                                 | Non disputato                                | Non disputato       |
| 2011       | Daniel Muñoz de la Nava Rubén Ramírez Hidalgo | Mate Pavić Franko Škugor                     | 6–3, 7–6(10)        |
| 2010       | Andre Begemann Matthew Ebden                  | Rubén Ramírez Hidalgo Santiago Ventura       | 7–6(5), 5–7, [10–3] |
| 2009       | Peter Luczak Alessandro Motti                 | Brendan Evans Ryan Sweeting                  | 6–4, 6–4            |
| 2008       | Ivan Dodig Júlio Silva                        | Serhij Stachovs'kyj Tomáš Zíb                | 6–4, 7–6(1)         |
| 2007       | Tomas Behrend André Ghem                      | James Auckland Jamie Delgado                 | 6–2, 6–1            |
| 2006       | Yves Allegro Michal Mertiňák                  | Julien Jeanpierre Nicolas Renavand           | 6–1, 6–2            |
| 2005       | Gabriel Trifu Tom Vanhoudt (2)                | Enzo Artoni Martín Vassallo Argüello         | 6–2, 4–6, 7–5       |
| 2004       | Karol Beck Jaroslav Levinský                  | Jordan Kerr Tom Vanhoudt                     | 6–2, 7–6(4)         |
| 2003       | Lucas Arnold Ker Mariano Hood                 | Simon Aspelin Todd Perry                     | 6–1, 6–3            |
| 2002       | Dick Norman Tom Vanhoudt (1)                  | Jordan Kerr Grant Silcock                    | 6–3, 4–6, 6–3       |
| 2001       | Enzo Artoni Andrés Schneiter                  | Aleksandar Kitinov Alexandre Simoni          | 6(5)–7, 6–4, 6–4    |
| 2000       | Michaël Llodra Diego Nargiso                  | Eduardo Nicolás-Espín Germán Puentes-Alcañiz | 6–2, 6–3            |
| 1999       | Ivan Ljubičić Lovro Zovko                     | Jérôme Hanquez Régis Lavergne                | 6–3, 6–0            |
| 1998       | Julián Alonso Mariano Puerta                  | Eduardo Nicolás-Espín Germán Puentes-Alcañiz | 6–1, 6–4            |
| 1997       | David Roditi Tomáš Anzari                     | Brandon Coupe Paul Rosner                    | 3–6, 7–6, 7–6       |
| 1996       | Donald Johnson Jack Waite                     | Clinton Ferreira Andrei Pavel                | 3–6, 6–1, 6–0       |

### Singolare femminile
| Anno       | Categoria     | Campionessa      | Finalista         | Punteggio     |
| ---------- | ------------- | ---------------- | ----------------- | ------------- |
| 2007       | ITF $75,000   | Ágnes Szávay     | Nika Ožegović     | 6–0, 7–6(2)   |
| 2008       | ITF $75,000   | Sofia Arvidsson  | Séverine Brémond  | 7–6(0), 6–2   |
| 2009       | ITF $50,000   | Polona Hercog    | Maša Zec Peškirič | 7–5, 6–2      |
| 2010       | Non disputato | Non disputato    | Non disputato     | Non disputato |
| 2011       | ITF $25,000   | Nathalie Piquion | Doroteja Erić     | 6–3, 3–6, 6–1 |
| 2012- 2023 | Non disputato | Non disputato    | Non disputato     | Non disputato |
| 2024       | ITF $40,000   | Giorgia Pedone   | Elena Pridankina  | 2-6, 6-2, 7-5 |
| 2025       | ITF $60,000   | Tara Würth       | Guiomar Maristany | 6-2, 4-6, 6-3 |

### Doppio femminile
| Anno       | Campionesse   | Finaliste                           | Punteggio                                |                     |
| ---------- | ------------- | ----------------------------------- | ---------------------------------------- | ------------------- |
| 2007       | ITF $75,000   | Emma Laine Ágnes Szávay             | Klaudia Jans Alicja Rosolska             | 6–1, 6–2            |
| 2008       | ITF $75,000   | Melinda Czink Sunitha Rao           | Stéphanie Foretz Jelena Kostanić Tošić   | 6–4, 6–2            |
| 2009       | ITF $50,000   | Petra Martić Ajla Tomljanović       | Ksenija Milevskaja Anastasija Pivovarova | 6–3, 6(4)–7, [10–5] |
| 2010       | Non disputato | Non disputato                       | Non disputato                            | Non disputato       |
| 2011       | ITF $25,000   | Elica Kostova Barbara Sobaszkiewicz | Ani Mijacika Ana Vrljić                  | 1–6, 6–3, [12–10]   |
| 2012- 2023 | Non disputato | Non disputato                       | Non disputato                            | Non disputato       |
| 2024       | ITF $40,000   | Živa Falkner Amarissa Tóth          | Lia Karatančeva Sapfo Sakellaridi        | 6-4, 6–3            |
| 2025       | ITF $60,000   | Francisca Jorge Matilde Jorge       | Lucija Ćirić Bagarić Vitalija D'jačenko  | 6-2, 6-0            |